# Elisabeth Médora Leigh-Byron
Pour les autres membres de la famille, voir Famille Byron.
Elisabeth Médora Leigh-Byron (Six Mile Bottom, 15 avril 1814 - Versols-et-Lapeyre, 28 août 1849), est la fille du poète britannique Lord Byron et de sa demi-sœur Augusta Leigh. 

## Naissance
En 1807, Augusta Leigh épouse son cousin, le Colonel George Leigh, dont elle a de nombreux enfants. 

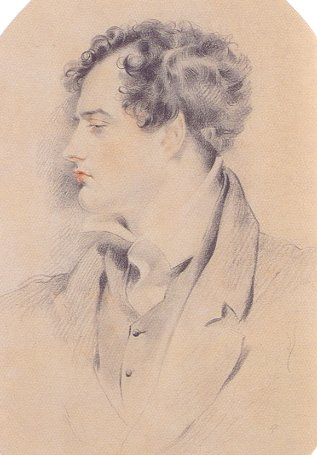
Lord Byron, par Harlow

Elle ne rencontre son demi-frère, George Gordon Byron, que lorsqu'il est écolier à Harrow. Ils se voient rarement mais s'écrivent régulièrement. Elle devient sa confidente, particulièrement à propos de ses disputes avec sa mère. Leur correspondance s'interrompit durant les deux ans du voyage en Orient de Lord Byron (juin 1809-juillet 1811). Elle reprit lorsque Augusta lui envoya ses condoléances pour sa mère, morte en août 1811. À partir de cette époque ils se voient fréquemment. Leur relation se fait plus amoureuse en juillet 1813, comme en témoignent les lettres de Lord Byron à son amie Lady Melbourne. En avril 1814, Augusta accouche d'une fille, nommée en hommage à l'héroïne du corsaire Elizabeth Medora, issue de cette relation incestueuse avec son demi-frère. 

À la suite du mariage désastreux de Lord Byron et à la révélation de leur relation incestueuse, Lord Byron quitte l'Angleterre pour n'y jamais revenir. De Suisse et d'Italie, il lui écrit de nombreuses lettres pleines d'affection, et durant l'été 1816, lors de son séjour à la Villa Diodati, en Suisse, il compose les Stances à Augusta.

## Une enfance et une adolescence difficiles
Elisabeth vit dans l'indifférence de ses parents. Elle grandit aux côtés de sa mère, mais leur relation est froide et sans amour maternel.
Séduite avant seize ans par son beau-frère Henry Trevanion, homme sans honneur, elle subira sa présence maléfique, entachée par des grossesses dans une misère physique et morale. Obligée de se cacher, elle s’exilera de nombreuses fois d’Angleterre pour la France.
Elisabeth peut compter néanmoins sur les donations financières d'Anne Isabella Milbanke, la femme de Lord Byron, et d'Ada Lovelace, sa demi-sœur.

## Bonheur de courte durée
Les trois dernières années de son existence, Elisabeth les passe dans la campagne aveyronnaise, dans le petit village de Lapeyre, près de Roquefort-sur-Soulzon. Elle y épouse en 1848 un ancien sous-officier, Jean-Louis Taillefer, qui lui donnera un fils et son nom. C'est dans la pauvreté et l'indifférence qu'Elisabeth trouve le bonheur et une famille. Elle décède malheureusement peu après à l'âge de 35 ans, fatiguée d'une existence empoisonnée par le scandale de sa naissance et les cicatrices du passé. Elle repose désormais au cimetière de Lapeyre. Une citation poétique de Lord Byron placée sur sa tombe en 1960 interpelle les visiteurs : « Étrangers, ne passez pas sans regarder, arrêtez-vous comme moi pour méditer et soupirer… Hélas ! … »

## Descendance
- ? Trevanion, un garçon né prématurément le 19 février 1830, annoncé comme mort à sa mère quelques jours après sa naissance. Elisabeth ne voulut pas croire à cette version, préférant penser que Lady Byron, Anne Isabella Milbanke, qui avait soutenu financièrement son exil en France et le placement en nourrice de l’enfant, l’avait « fait disparaître ». Elle demeura persuadée que « l’enfant était vivant quelque part »[4]. Elle dira plus tard en détenir la preuve dans une fameuse cassette (cassette qui fut « brûlée » après le décès d'Elisabeth).
- Marie Violette Trevanion (19 mai 1834 - 23 juin 1873), deviendra Marie Violette Taillefer après le mariage de sa mère.
- Elie Taillefer (27 janvier 1846 - 29 janvier 1900).